# Miroșnîkî, Șîșakî
Miroșnîkî (în ucraineană Мірошники) este un sat în comuna Fedunka din raionul Șîșakî, regiunea Poltava, Ucraina.

## Demografie
Componența lingvistică a localității Miroșnîkî
     Ucraineană (88,89%)
     Rusă (11,11%)
Conform recensământului din 2001, majoritatea populației localității Miroșnîkî era vorbitoare de ucraineană (88,89%), existând în minoritate și vorbitori de rusă (11,11%).